# Denkmal für die Opfer des Holodomor und der politischen Repressionen

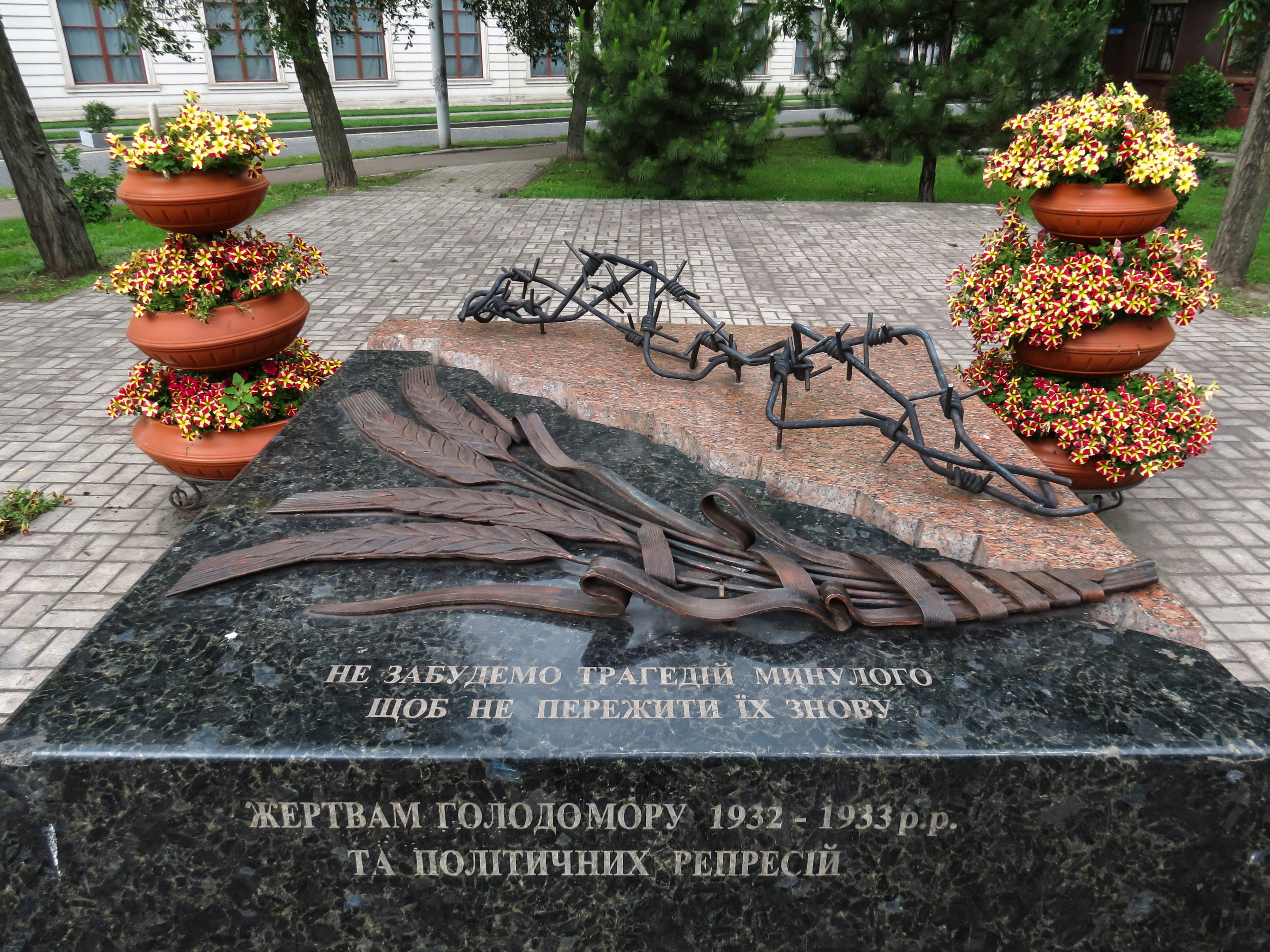
Denkmal für die Opfer des Holodomor und der politischen Repressionen in Mariupol, 2021

Das Denkmal für die Opfer des Holodomor und der politischen Repressionen in Mariupol war ein Erinnerungsort für Zehntausende Einwohner  des ehemaligen Kreises Mariupol,  die in den Jahren 1932–1933 während der von Stalin organisierten Hungersnot in der Ukraine verhungerten, sowie für Zehntausende Menschen, die durch die politischen Repressionen des kommunistischen Regimes vernichtet wurden. Das Denkmal wurde im Jahr 2022 von den russischen Besatzern zerstört.

## Geschichte
Das Mahnmal wurde am 26. November 2004 auf Initiative der örtlichen historisch-aufklärerischen Gesellschaft „Memorial“ in Mariupol in der Oblast Donezk in der Ukraine eröffnet. Es befand sich in einer Grünanlage an der Universitätsstraße, unweit des Dramatheaters. Auf dem niedrigen, in zwei Teile geteilten rechteckigen Sockel aus schwarzem und rotem Granit lagen mit einem Band zusammengebundene Ähren, die die lebensbejahende Kraft des ukrainischen Volkes symbolisierten, neben einem Stück Stacheldraht als Zeichen für das totalitäre repressive kommunistische Regime und als Symbol für den Gulag.
Das Denkmal trug die Inschrift: "НЕ ЗАБУДЕМО ТРАГЕДІЙ МИНУЛОГО ЩОБ НЕ ПЕРЕЖИТИ ЇХ ЗНОВУ. ЖЕРТВАМ ГОЛОДОМОРУ 1932-1933 p.p. ТА ПОЛІТИЧНИХ РЕПРЕСІЙ"  (dt.: Vergessen wir die Tragödien der Vergangenheit nicht, um sie nicht wieder zu erleben. Den Opfern des Holodomor 1932–1933 und der politischen Repressionen gewidmet.)
Am 24. Februar 2022 begannen russische Truppen die Belagerung der Stadt; am 19. Oktober 2022 wurde das Denkmal zerstört. Am 20. Oktober 2022 verurteilte die Bundesstiftung Aufarbeitung die Demontage des Holodomor-Denkmals in Mariupol.